# Ferrari LaFerrari
Ferrari LaFerrari – hipersamochód produkowany pod włoską marką Ferrari w latach 2013 – 2018.

## Historia i opis modelu

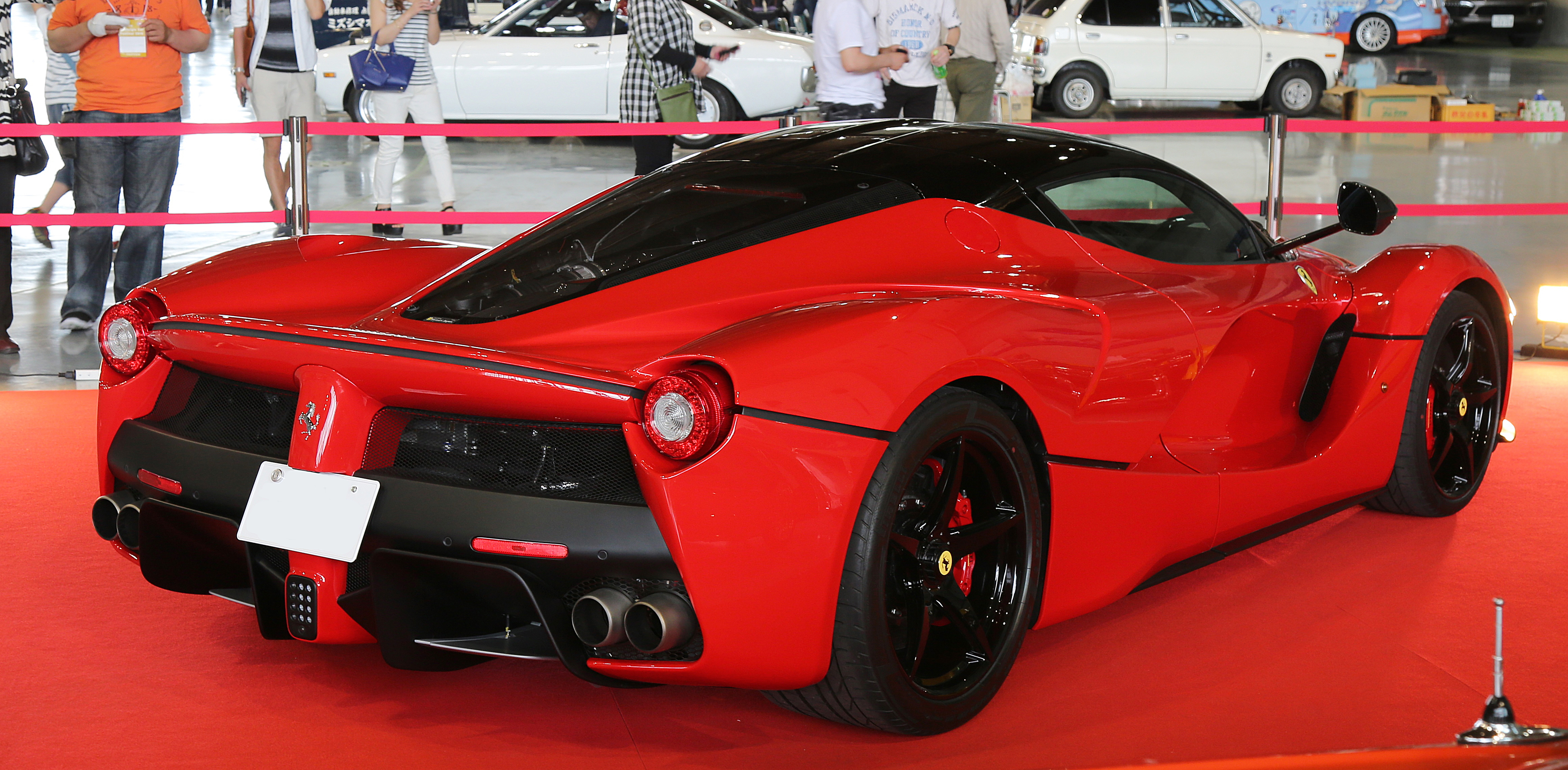
Ferrari LaFerrari - tył

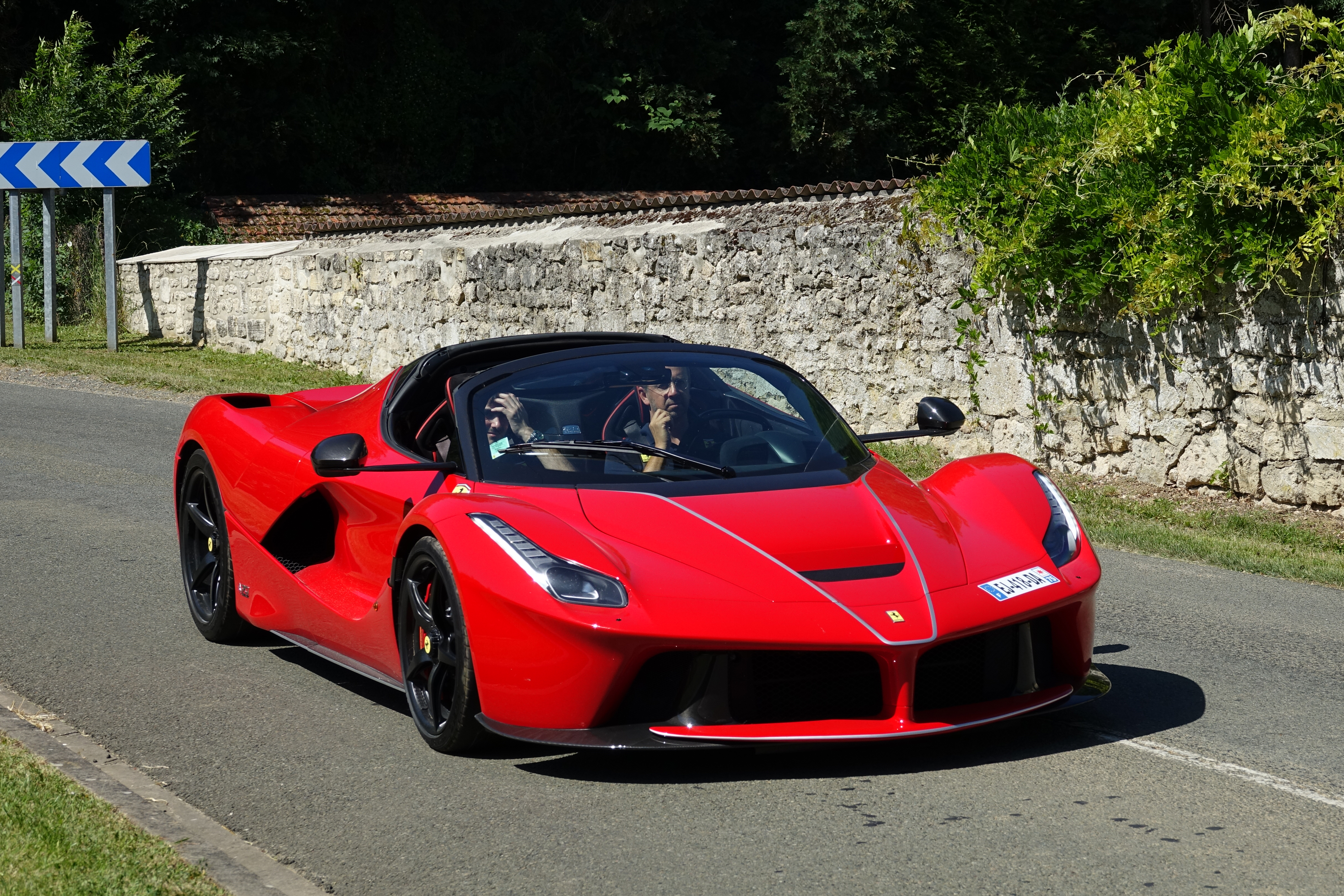
Ferrari LaFerrari Aperta

Samochód został zaprezentowany podczas Międzynarodowego Salonu Samochodowego w  Genewie 8 marca 2013 roku.
Przy jego projekcie aktywny udział brali Felipe Massa i Fernando Alonso. Za projekt nadwozia odpowiada Flavio Monzoni, który wcześniej zaprojektował m.in. Volkswagena Golfa szóstej generacji. Pojazd został zbudowany w oparciu o Ferrari FXX jako następca Ferrari Enzo. Jest to pierwszy samochód hybrydowy, drugi pod względem szybkości, a równocześnie najmocniejszy i najbardziej zaawansowany pojazd w historii marki. Samochód wyposażono w znany z Ferrari FF wolnossący silnik benzynowy V12 o pojemności 6,3 litra i mocy 800 KM oraz w silnik elektryczny o mocy 163 KM wyposażony w system HY-KERS. Łączna moc pojazdu wynosi 963 KM.
Auto powstało w liczbie 499 egzemplarzy. Pierwszy z nich trafił do muzeum firmy Ferrari. Pojazd kosztuje około 1,3 mln euro. W 2013 roku producent zapowiedział, że powstanie dodatkowe 10 egzemplarzy FXX-K. Wersja ta kosztuje 3 mln euro i nie nadaje się do użytkowania na drogach publicznych, a mogą ją kupić tylko posiadacze wersji szosowej LaFerrari. Ferrari trzyma je w swoich halach, przy czym są one udostępniane na życzenie klientów lub na dni torowe albo imprezy o charakterze wyścigowym. Jeden z 499 egzemplarzy zakupił sam Ferdinand Piëch – prezes rady nadzorczej koncernu VW
Zawieszenie przednie pojazdu umieszczono na podwójnych wahaczach poprzecznych, tylne natomiast na układzie wielowahaczowym. W samochodzie zamontowano układ kontroli trakcji EF1-TRAC, który przypomina układy stosowane w F1 w bolidach sprzed kilku lat oraz amortyzatory z regulacją siły tłumienia.

### LaFerrari Aperta
Ferrari na trzy miesiące przed Międzynarodowym Salonem Samochodowym w Paryżu zaprezentowało wersję LaFerrari ze składanym dachem. Jak dotychczas producent nie podał specyfikacji nowego modelu, lecz można założyć, że nie będzie się ona różnić od tej znanej z zamkniętej wersji LaFerrari. Wszystkie egzemplarze zostały sprzedane dotychczasowym właścicielom LaFerrari.

### Dane techniczne

#### Silnik spalinowy
- V12 DOHC
- pojemność: 6,3 l
- moc: 800 KM
- moment obrotowy: 700 Nm

#### Silnik elektryczny
- moc: 163 KM
- moment obrotowy: >200 Nm

#### Osiągi
- Przyspieszenie 0-100 km/h: 2,7 s
- Przyspieszenie 0-200 km/h: 6,9 s
- Przyspieszenie 0-300 km/h: 15 s
- Prędkość maksymalna: >350 km/h[9] - około 370 km/h